# مسجد ملا مهدي
مسجد ملا مهدي هو مسجد تاريخي يعود إلى عصر القاجاريون، ويقع في قزوين.